# Carlos Pace
José Carlos Pace, född 8 oktober 1944 i São Paulo, död 18 mars 1977, var en brasiliansk racerförare. 

## Racingkarriär
Carlos Pace debuterade i formel 1 för Williams säsongen 1972 och kom som bäst på sjätte plats i formel 1-VM 1975.
Hans största ögonblick i karriären var när han vann före Emerson Fittipaldi i McLaren inför en stor hemmapublik på Interlagos i Brasilien 1975. Detta blev dock hans enda grand prix-seger.
Carlos Pace omkom i en flygolycka utanför São Paulo 1977. Interlagosbanan bär nu hans namn, Autódromo José Carlos Pace.

## F1-karriär
| Säsong                | Stall/Tillverkare                                           | Placering             | Lopp  | Poäng | Etta | Tvåa | Trea | Pole | Varv |
| --------------------- | ----------------------------------------------------------- | --------------------- | ----- | ----- | ---- | ---- | ---- | ---- | ---- |
| 1972                  | Williams (March-Ford)                                       | 17                    | 11    | 3     |      |      |      |      |      |
| 1973                  | Surtees-Ford                                                | 11                    | 15    | 7     |      |      | 1    |      | 2    |
| 1974                  | Surtees-Ford Brabham-Ford John Goldie Racing (Brabham-Ford) | 12                    | 7 6 1 | 3 8   |      | 1    |      |      | 2    |
| 1975                  | Brabham-Ford                                                | 6                     | 14    | 24    | 1    | 1    | 1    | 1    | 1    |
| 1976                  | Brabham-Alfa Romeo                                          | 14                    | 16    | 7     |      |      |      |      |      |
| 1977                  | Brabham-Alfa Romeo                                          | 15                    | 3     | 6     |      | 1    |      |      |      |
| Sammanlagt 6 säsonger | Sammanlagt 6 säsonger                                       | Sammanlagt 6 säsonger | 73    | 58    | 1    | 3    | 2    | 1    | 5    |

| 1. USA 1974 2. Storbritannien 1975 3. Argentina 1977 |

| 1. Österrike 1973 2. Monaco 1975 |

| 1. Sydafrika 1975                                                                | \| 1. Tyskland 1973 2. Österrike 1973 3. Italien 1974 4. USA 1974 5. Sydafrika 1975 \| |
|                                                                                  |                                                                                        |
| 1. Tyskland 1973 2. Österrike 1973 3. Italien 1974 4. USA 1974 5. Sydafrika 1975 |                                                                                        |